# France Europe Express
France Europe Express était une émission de télévision politique française créée à la rentrée 1997, réalisée par Philippe Lallemant et Guy Saguez, diffusée sur France 3 et diffusée jusqu'en 2007.
Par ailleurs, elle fut diffusée en simultanée sur France Info à partir de septembre 2001
Elle était présentée par Christine Ockrent, Jean-Michel Blier, Serge July, Patrice Machuret (chronique Europe), Guillaume Vanhems et Lionel Cottu (chronique Europe) et des représentants de la radio France Info comme Harry Roselmack et Ilana Moryoussef.
Elle a été remplacée par Duel sur la 3, la nouvelle émission de Christine Ockrent, à partir de la rentrée 2007.

## Principe
Elle met en particulier l'accent sur les problématiques européennes.
En face d'un invité principal, il y a de un à quatre contradicteurs. En outre, il y a en général un homme politique d'un autre pays européen (commissaire européen, président, premier ministre, ministre, etc.) qui est invité en duplex à apporter son point de vue au débat, afin de permettre aux français de voir ce qui se passe ailleurs, et de voir comment les positions françaises et les querelles franco-françaises sont perçues de l'étranger.

## Horaires[1]
Lors de la saison 1997-1998, l'émission était mensuelle et diffusée le mercredi soir en première partie de soirée avant de passer, durant la saison 1998-1999, le jeudi soir en seconde partie de soirée.
Dans un premier temps, l’émission s’intéressait aux questions relatives à des thématiques européennes: « le travail » 08/10/97, « l’insécurité dans les villes » 05/11/97, « l’Euro et vous » 14/01/98, « la sécurité alimentaire » 11/02/98, « Famille où es-tu ? », 05/10/98.
C'est à partir de septembre 1999 qu'elle s'installe sur son créneau historique du dimanche soir en seconde partie de soirée (aux environs de 23 h) et ce jusqu'en décembre 2003.
À partir de janvier 2004 et jusqu'en juin 2006, du fait du passage de l'émission On ne peut pas plaire à tout le monde le dimanche soir à 20 h 50 et afin de lui éviter une diffusion trop tardive, elle fut diffusée tous les mardis de 23 h à 0 h 30 environ
En septembre 2006 et jusqu'à la dernière émission en juin 2007, elle fut à nouveau diffusée le dimanche soir en seconde partie de soirée (toujours aux environs de 23 h).

## Liste des invités

### Saison 2000-2001
[à compléter]

### Saison 2001-2002
- 19/05/2002 : François Fillon et Marie-George Buffet
- 26/05/2002 : Nicole Notat et Michel Godet
- 02/06/2002 : Michel Barnier et Pascal Lamy
- 23/06/2002 : Raymond Barre et Nathalie Kosciusko-Morizet

#### Spéciales Présidentielle
- 14/01/2002 : Jack Lang
- 03/03/2002 : Valéry Giscard d'Estaing et Daniel Cohn-Bendit
- 10/03/2002 : Charles Pasqua et Arlette Laguiller
- 17/03/2002 : Noël Mamère et Jean-Marie Le Pen
- 24/03/2002 : François Bayrou et Robert Hue
- 31/03/2002 : Alain Madelin et Max Gallo
- 02/04/2002 : Jacques Chirac
- 03/04/2002 : Lionel Jospin
- 28/04/2002 : Nicolas Sarkozy et Bruno Gollnisch
- 12/05/2002 : François Hollande et Olivier Besancenot

### Saison 2002-2003
- 06/10/2002 : François Fillon et François Delachaux
- 13/10/2002 : Laurent Fabius
- 20/10/2002 : Patrick Devedjian et Jean-Paul Huchon
- 27/10/2002 : Marine Le Pen et Thierry Mariani
- 08/12/2002 : François Hollande et Pierre Bédier
- 12/01/2003 : François Bayrou et Michel Godet
- 19/01/2003 : Alain Juppé et Ségolène Royal
- 26/01/2003 : Dominique de Villepin et Jean-Pierre Chevènement
- 02/02/2003 : Ernest-Antoine Seillière et Elisabeth Laville
- 23/02/2003 : Michèle Alliot-Marie et Daniel Cohn-Bendit
- 03/03/2003 : Jean-François Copé et Marylise Lebranchu
- 09/03/2003 : Nicolas Sarkozy et Manuel Valls
- 16/03/2003 : Spéciale Irak : Pascal Lamy, Jacques Lanxade, Aleksander Smolar et Ezra Suleiman
- 23/03/2003 : Valéry Giscard d'Estaing, Denis MacShane et Philippe de Villiers
- 30/03/2003 : Jack Lang et Pierre Lellouche
- 03/04/2003 : Jean-Pierre Raffarin et Pedro Solbes Mira
- 06/04/2003 : Jean-Marc Ayrault et Patrick Braouezec
- 27/04/2003 : François Chérèque et Christian Saint-Etienne
- 11/05/2003 : Alain Lambert et Nicolas Baverez
- 18/05/2003 : Dominique Strauss-Kahn et Xavier Bertrand
- 01/06/2003 : Luc Ferry et François Rebsamen
- 15/06/2003 : Bernard Thibault et Bernard Accoyer
- 22/06/2003 : Michel Barnier

### Saison 2003-2004
- 30/03/2004 : François Bayrou et Jean-Jack Queyranne
- 06/04/2004 : François Hollande et François Baroin
- 13/04/2004 : Jean-Louis Bruguière et Daniel Vaillant
- 04/05/2004 : Philippe de Villiers et Pierre Moscovici
- 18/05/2004 : Dominique Strauss-Kahn
- 25/05/2004 : Marine Le Pen et Daniel Cohn-Bendit
- 01/06/2004 : Pascal Lamy
- 08/06/2004 : Jack Lang, Jean-François Copé et Olivier Besancenot
- 15/06/2004 : Stéphane Rozès, Pascal Perrineau, Jacques Rupnik, Guillaume Klossa, David Margueritte, Paul Magnette

#### Spéciales Régionales
- 20/01/2004 : Jean-François Copé et Jean-Marie Le Pen
- 27/01/2004 : Gilles de Robien et Noël Mamère
- 03/02/2004 : Laurent Fabius et Xavier Darcos
- 10/02/2004 : Jack Lang et François Bayrou
- 02/03/2004 : François Hollande, François Bayrou, Dominique Perben, Dominique Voynet, Olivier Besancenot
- 09/03/2004 : Philippe Douste-Blazy, André Santini, Jack Lang, Marie-George Buffet, Marine Le Pen
- 05/10/2003 : Spéciale Union européenne : Noëlle Lenoir, Pierre Moscovici, Daniel Cohn-Bendit, Michel Barnier, Nicolas Dupont-Aignan, Jean-Pierre Betbeze
- 12/10/2003 : Jean-Paul Delevoye et Bernard Brunhes
- 23/10/2003 : Jean-Jacques Aillagon et Philippe Torreton
- 16/11/2003 : François Fillon et Alain Bocquet
- 23/11/2003 : François Bayrou et Olivier Dassault
- 30/11/2003 : Ségolène Royal et Jean-Luc Bennahmias
- 07/12/2003 : Spéciale laïcité : François Baroin et Dominique Voynet
- 14/12/2003 : Francis Mer
- 13/01/2004 : Jacques Delors

### Saison 2004-2005
- 21/09/2004 : Dominique de Villepin
- 28/09/2004 : François Hollande
- 05/10/2004 : Philippe Douste-Blazy
- 12/10/2004 : [à compléter]
- 19/10/2004 : Hervé Gaymard, Jean-Michel Lemétayer, Franz Fischler
- 02/11/2004 : Spécial élections USA : Hubert Védrine, Pascal Lamy, Pierre Lellouche (en duplex des États-Unis: Richard Holbrooke, Richard Perle, Felix Rohatyn)
- 16/11/2004 : Anne Lauvergeon, Yves Cochet et Stéphane Lhomme
- 23/11/2004 : Laurent Fabius et Olivier Duhamel
- 30/11/2004 : Ernest-Antoine Seillière, Chenva Tieu
- 07/12/2004 : Jean-Louis Borloo
- 14/12/2004 : Renaud Donnedieu de Vabres, Denis Olivennes, Samuel Churin, Dominique Paillé (Viviane Reding en duplex)
- 18/01/2005 : Patrick Devedjian
- 25/01/2005 : Simone Veil et Claude Lanzmann, (Vaira Vīķe-Freiberga en duplex)
- 01/02/2005 : Philippe Douste-Blazy
- 08/02/2005 : Michel Barnier et Pierre Moscovici
- 15/02/2005 : [à compléter]
- 22/02/2005 : [à compléter]
- 01/03/2005 : François Bayrou, Jean-Luc Mélenchon, Nicolas Dupont-Aignan et Sebastian Kurpas
- 08/03/2005 : Ségolène Royal, Nicole Ameline, Fadela Amara et Mercedes Erra
- 15/03/2005 : [à compléter]
- 22/03/2005 : Martine Aubry, Bernard Accoyer, Jacques Marseille (Riccardo Petrella en duplex)
- 29/03/2005 : Valéry Giscard d'Estaing, Andreï Gratchev, Jacques Rupnik (Mikhaïl Gorbatchev et Mikheil Saakachvili en duplex)
- 05/04/2005 : Jack Lang, Arlette Laguiller, Yann Wehrling, et Marie-George Buffet
- 12/04/2005 : Michel Barnier et Jean-Pierre Chevènement (Laurens Jan Brinkhorst en duplex)
- 19/04/2005 : François d'Aubert, Claude Allègre, Philippe Pouletty, Alain Trautmann, Jacques Généreux (Philippe Busquin en duplex)
- 26/04/2005 : Thierry Breton et Henri Emmanuelli
- 10/05/2005 : Jean-François Copé, Bruno Gollnisch et Jacques Nikonoff
- 17/05/2005 : Jean-Louis Bourlanges, Daniel Cohn-Bendit, Olivier Besancenot et Jean-Luc Mélenchon
- 24/05/2005 : Jacques Barrot, François Hollande, Charles Pasqua et Yves Salesse
- 07/06/2005 : Pierre Méhaignerie, Élisabeth Guigou, François Chérèque, Jean-François Roubaud, Marc Touati, Liêm Hoang-Ngoc (Graham Watson en duplex)
- 14/06/2005 : José Manuel Barroso, Nicolas Dupont-Aignan, Olivier Besancenot

### Saison 2006-2007
- 10/09/2006 : Lionel Jospin, Michel Barnier
- 14/11/2006 : Michèle Alliot-Marie, Olivier Besancenot, Christine Boutin, Hervé Morin
- 17/03/2007 : Ségolène Royal, Laurence Parisot, Hakim El Karoui, Graham Watson, Augustin d’Humières
- 18/03/2007 : Nicolas Sarkozy, Laurence Parisot
- 08/04/2007 : "Les questions de l'emploi sont-elles assez présentes dans la campagne ?" avec Arlette Laguiller, Dominique Voynet, Patrice Cohen-Seat, Bruno Gollnisch, Christian Deubner
- 15/04/2007 : "Le bilan de la campagne" avec Mathilde Lemoine, Gila Lustiger, Paul Magnette, Julie Pech, Pascal Perrineau, Julie Rozès, Jean-François Sirinelli
- 29/04/2007 : "Présidentielle : le duel du deuxième tour" avec Jean-François Copé, Vincent Peillon, Élisabeth Guigou, Alain Lamassoure, Nicolas Baverez, Thomas Piketty, Paul Magnette
- 13/05/2007 : "L'après Présidentielle : le nouveau paysage politique français" avec François Hollande, Pascal Perrineau, Jean-François Sirinelli, Sophie Peder, Marc Lazar
- 20/05/2007 : "Quelle stratégie pour François Bayrou ?" avec François Bayrou, Dominique Reynié (Graham Watson en duplex de Bristol)
- 27/05/2007 : "A deux semaines des législatives : le Président sur tous les fronts" avec Patrick Devedjian, Marielle de Sarnez, Patrick Braouezec, Cécile Duflot (Ulrike Guérot en duplex de Berlin)